# Черна (Валча)
Черна (рум. Cerna) насеље је у Румунији у округу Валча у општини Ваидени. Oпштина се налази на надморској висини од 646 m.

## Становништво
Према подацима из 2002. године у насељу је живело 269 становника, од којих су сви румунске националности.